# Jiří Pokorný (judista)
Jiří Pokorný (* 2. dubna 1980[zdroj?]) je český zápasník–judista.

## Sportovní kariéra
Je odchovancem litoměřického juda. Později se připravoval v Hradci Králové pod vedením Ivo Pažouta. V české seniorské reprezentaci působil v letech 1997 až 2008 v polostřední váze do 81 kg. Na mistrovství Evropy či světa však neuměl ladit formu. Na olympijské hry v roce 2004 a 2008 se nekvalifikoval. Na mistrovství Evropy startoval celkem sedmkrát a do příchodu Jaromíra Ježka a Pavla Petřikova mladšího byl nejvýraznější mužskou osobností českého juda. Je držitelem ocenění judisty roku za rok 2005, které získal za finálová umístění ve světovém poháru z počátku téhož roku. Titul mistra republiky získal celkem čtyřikrát. Po skončení aktivní sportovní kariéry v roce 2008 se věnuje trenérské práci. Je pravidelným účastníkem ligových a veteránských soutěží v judu. Jeho manželkou je bývalá judistka, olympionička Andrea Pokorná roz. Pažoutová.

### Stupně vítězů ve světovém poháru
- 2002 – 3. místo – světový pohár v Rotterdamu
- 2003 – 3. místo – světový pohár v Tallinu
- 2005 – 2. místo – světový pohár v Praze
- 2005 – 2. místo – světový pohár v Budapešti

### Výsledky
| Turnaj             | 1997  | 1998  | 1999             | 2000             | 2001             | 2002             | 2003             | 2004             | 2005             | 2006             | 2007             | 2008             |  |
| Turnaj             | 17    | 18    | 19               | 20               | 21               | 22               | 23               | 24               | 25               | 26               | 27               | 28               |  |
| Turnaj             | lehká | lehká | polostřední váha | polostřední váha | polostřední váha | polostřední váha | polostřední váha | polostřední váha | polostřední váha | polostřední váha | polostřední váha | polostřední váha |  |
| ------------------ | ----- | ----- | ---------------- | ---------------- | ---------------- | ---------------- | ---------------- | ---------------- | ---------------- | ---------------- | ---------------- | ---------------- |  |
| Olympijské hry     |       |       |                  | —                |                  |                  |                  | —                |                  |                  |                  | —                |  |
| Mistrovství světa  | —     |       | —                |                  | úč.              |                  | —                |                  | úč.              |                  | —                |                  |  |
| Mistrovství Evropy | —     | —     | —                | —                | —                | úč.              | úč.              | úč.              | úč.              | úč.              | úč.              | úč.              |  |
| MS juniorů         |       | —     |                  |                  |                  |                  |                  |                  |                  |                  |                  |                  |  |
| ME juniorů         | úč.   | úč.   | úč.              |                  |                  |                  |                  |                  |                  |                  |                  |                  |  |